# Sporophila crassirostris
El semillero piquigrande (en Ecuador y Panamá) (Sporophila crassirostris), también denominado semillero rastrojero, semillero picón (en Venezuela), arrocero renegrido (en Colombia) o semillero de pico grande (en Perú), es una especie de ave paseriforme de la familia Thraupidae perteneciente al numeroso género Sporophila, anteriormente situada en el género Oryzoborus. Es nativo del extremo oriental de América Central y del norte y noroeste de América del Sur.

## Distribución y hábitat
Se distribuye desde el extremo oriental de Panamá, por el noroeste de Colombia, hacia el sur por la pendiente del Pacífico hasta el suroeste de Ecuador, hacia el este hasta el norte de Venezuela; y desde el este de Colombia, hacia el este por el sur y este de Venezuela, Guyana, Surinam, Guayana Francesa y norte y noreste de la Amazonia brasileña, hacia el sur por el noroeste de la Amazonia brasileña hasta el centro este de Perú. Se le considera extinto en Trinidad y Tobago.
Esta especie es considerada poco común y local en sus hábitats naturales: los herbazales húmedos y claros arbustivos, los pantanos y los márgenes de los meandros abandonados, hasta los 700 m de altitud.

## Descripción
El semillero piquigrande tiene una longitud total media de 13,5 cm. Esta especie se caracteriza por su pico robusto y ancho en su base, aunque relativamente corto y de color gris. Los machos tienen el plumaje totalmente negro, a excepción de una pequeña mancha blanca en las alas, mientras que las hembras son de color pardo grisáceo. Su cola es relativamente larga.

## Sistemática

### Descripción original
La especie S. crassirotris fue descrita por primera vez por el naturalista alemán Johann Friedrich Gmelin en 1789 bajo el nombre científico Loxia crassirotris; sin localidad tipo definida, se asume: «Cayena, Guayana Francesa».

### Etimología
El nombre genérico femenino Sporophila es una combinación de las palabras del griego «sporos»: semilla, y  «philos»: amante; y el nombre de la especie «crassirotris» se compone de las palabras del latín «crassos»: grueso, pesado, y «rostris»: de pico.

### Taxonomía
La presente especie, junto a otras cinco, estuvo tradicionalmente incluida en el género Oryzoborus, hasta que los estudios filogenéticos de Mason & Burns (2013) demostraron que estas especies y también Dolospingus fringilloides se encontraban embutidas dentro del género Sporophila. En la Propuesta N° 604 al Comité de Clasificación de Sudamérica (SACC) se aprobó la transferencia de dichas especies a Sporophila.
Los datos presentados por los amplios estudios filogenéticos recientes demostraron que la presente especie es hermana de Sporophila atrirostris y el par formado por ambas es hermano del par formado por S. maximiliani y S. nuttingi.

### Subespecies
Según las clasificaciones del Congreso Ornitológico Internacional (IOC) y Clements Checklist/eBird v.2019 se reconocen dos subespecies, con su correspondiente distribución geográfica:
- Sporophila crassirostris crassirostris (Gmelin), 1789 – este de Colombia hacia el este por Venezuela, las Guayanas, y norte de Brasil, y hacia el sur hasta el noreste de Perú.
- Sporophila crassirostris occidentalis (P.L. Sclater), 1860 – oeste de Colombia hasta el suroeste de Ecuador.